# زندان‌مرغ
زندان‌مرغ (به ترکی آذربایجانی: Zindanmuruq) یک منطقهٔ مسکونی در جمهوری آذربایجان است که در شهرستان قوسار واقع شده‌است. زندان‌مرغ ۸۰۷ نفر جمعیت دارد.